# エクセルギー
エクセルギー (英: exergy) とは、『系が外界とのみ熱・仕事を交換しながら、外界と平衡するまで状態変化するとき、系から理論上取り出せる最大の仕事量』のことである。availability、available energy、有効エネルギー などとよばれることもある。
熱力学第二法則によると、熱を仕事に変換するには常にカルノー効率による制約が伴うので、熱に関連したエネルギーを扱うときには、そのうちの有効に仕事に変換できる部分とできない部分とを区別して扱うことが必要である。前者がエクセルギーとよばれる。
熱力学第一法則(エネルギー保存則)は常に成り立つので、外界を含めた拡大系では、エネルギーの量は一定不変である。「省エネルギー」、「エネルギーを節約する」と言うときの「エネルギー」は、「エネルギーの価値」、「エネルギーの質」の意味であり、これがエクセルギーに対応していると考えられる。省エネルギーを念頭において機器の開発や改良を行う際には、エクセルギーを用いた評価法は極めて有力な手段となる。

## 歴史
「熱から最大いくらの仕事が取り出せるか」との問題に最初に答えようとしたのは、サディ・カルノー((N. L. Sadi Carnot))であり(1824)、その四半世紀後に、トムソン(W. Thomson, Baron Kelvin)、クラウジウス(R. J. E. Clausius)らが熱力学を確立する基礎となった。このカルノーの問題意識はエクセルギーに対する問いそのものであり、熱力学第二法則がその答えとなっている。
availability という用語は、1868年に初めてテイト(P. G. Tait) の書籍で「熱の仕事として利用できる度合い」の意味で用いられた。マクスウェル(J. C. Maxwell)やトムソンはこれを available energy とよんでいた。1873年にギブズ(J. W. Gibbs)が available energy の解析的表示を提示し、自由エネルギーの概念を発表した。1889年にグイ(Louis Georges Gouy)が ギブズと同様な表示式を提示し、1898年にストドラ(Aurel Stodola)がエントロピー発生とエクセルギー損失の関係(グイ・ストドラの定理)を発見した。アメリカでは、1930年代にキーナン(J. H. Keenan)が availability と命名して、熱力学的概念の確立と普及に大きく寄与した。
エクセルギー概念が普及するにつれ、日用語と区別できる名称の必要性が認識され、1956 年にユーゴスラビア(現スロヴェニア)の工学者 ゾラン・ラント(Zoran Rant) がエネルギー(en + ergon; 内への仕事)にならって、ラテン語由来の接頭辞 ex (外へ) とギリシア語 ergon (仕事) の合成語として、エクセルギー(exergy)の術語を提案した。現在ではほぼエクセルギーが一般的に使用されている。

## 熱流のエクセルギー
熱は物体から他の物体へ移動するエネルギーのひとつの形態であり、物体の温度に密接に関連したエネルギーである。温度 T の物体からとりだした Q の熱から得られる仕事の最大値は、外界(温度 T0)との間でカルノーサイクルを動かしたとして、次式となる。
{\displaystyle W=\left(1-{\frac {T_{0}}{T}}\right)Q\qquad \qquad \qquad \qquad (1)}
外界よりも温度の低い物体は「冷熱」を持っているということもある。この場合、外界を高温熱源、物体を低温熱源とするカルノーサイクルを用いれば、最大
{\displaystyle W=\left(1-{\frac {T}{T_{0}}}\right)Q_{0}}
の仕事が得られる。ただし、Q0 はカルノー機関が温度 T0 の外界から取り出す熱であり、温度 T の物体に吸収される熱量 -Qとの間に
{\displaystyle {\frac {Q_{0}}{-Q}}={\frac {T_{0}}{T}}}
の関係がある。これを用いると、
{\displaystyle W=\left(1-{\frac {T}{T_{0}}}\right){\frac {T_{0}}{T}}(-Q)=\left(1-{\frac {T_{0}}{T}}\right)Q}
となり、前記の Q > 0 の場合の式 (1) と同じ形となる。冷熱の場合は、Q の値は負であり、カルノー効率 (1 - T0/T) も負であり、結果として得られる仕事量は正の値となる。
結局、冷熱の場合も含めて、温度 T の物体が放出する熱流 Q (物体から出る方向を正とする)のエクセルギーは
{\displaystyle E=\left(1-{\frac {T_{0}}{T}}\right)Q\qquad \qquad \qquad \qquad (2)}
で表される。
ある機器から放熱がある場合、放熱の間の物体温度は未知の場合も多いが、物体の温度が一様に低下する(熱容量が一定である)のであれば、放熱前後の温度 T1 と T2 の対数平均値
{\displaystyle T_{m}={\frac {T_{1}-T_{2}}{\ln(T_{1}/T_{2})}}}
を用いて、
{\displaystyle E=\left(1-{\frac {T_{0}}{T_{m}}}\right)Q\qquad \qquad \qquad \qquad (3)}
とすることができる。

## 物質の持つエクセルギー
ある状態の物質の持つエネルギーは物質の出入のない系(閉じた系)では内部エネルギー、そうでない系(開いた系)ではエンタルピーであるが、この中には、仕事に変換できる部分とできない部分が含まれている。物質が外界と平衡するまで状態変化を行うとき、そこから取り出せる仕事の最大値が物質の持つエクセルギーである。

### 補助熱機関を加えた大きい系
対象とする物質(系)が任意の状態変化をするとき、系は外界に対して仕事をし、同時に熱を放出する。外界に対して行った仕事は上記の仕事の一部となるのに加えて、外部へ放出した熱も、その後仕事に変換できる可能性がある。

図1 補助熱機関を加えたより大きい系

そこで、右図のように系と並行して動作し、系が放出する熱を受け取って仕事を取り出す補助熱機関を考える。系自身が行う仕事 Wi を内部仕事とよび、補助熱機関が行う仕事を外部仕事とよぶ。系から取り出せる仕事は、内部仕事と外部仕事を合わせた有効仕事 Wg = Wi + We であると考えることができる。ある状態の物質の持つエクセルギーは、外界と平衡するまで状態変化を行うときに取り出せる有効仕事の最大値である。
このような有効仕事に対して、次の定理が成立する。
『与えられた二つの状態間で変化が行われる場合、変化が可逆の場合に有効仕事が最大(符号も含めた代数的意味で最大)となる。可逆であれば、有効仕事は変化の経路に依存せず、両端の状態のみにより定まる。』
(証明)
状態1から2へ至る二つの状態変化 R と I を考える。状態変化 R は外部に対して有効仕事 WgR を行い、外界へ -QR の熱を放出し,状態変化 I は外部に対して有効仕事 WgI を行い、外界へ -QI の熱を放出するとする。
状態変化 R が可逆変化であるとき、R の向きを逆にして、1から I に沿って2へ行き、R に沿って 1 へ戻るサイクルを考えると、有効仕事と熱の出入りは 右図 のようになる。

図2 二つの経路の比較

サイクル後は系および補助熱機関は元の状態に戻るので、熱力学第一法則(エネルギー保存則)より
{\displaystyle W_{gI}+(-Q_{I})=W_{gR}+(-Q_{R})}
つまり
{\displaystyle (-Q_{R})-(-Q_{I})=W_{gI}-W_{gR}}
が成立する。
もし、WgI > WgR であれば、外界から (-QR) - (-QI) の熱を受け取り、それをすべて仕事 WgI - WgR に変換する第二種永久機関となる。したがって、熱力学第二法則に矛盾しないためにはWgI ≤ WgR でなければならない。つまり、可逆変化 R の有効仕事は任意変化 I の有効仕事より必ず大きくなる(等号は下記のように、双方共に可逆変化の場合に対応)。
I も可逆変化である場合には、上の R と I を入れ替えた結果も成立するので、WgI = WgR でなければならず、可逆変化の有効仕事は、経路のいかんにかかわらず等しくなる。(証明終わり)
以上より、ある状態の物質のもつエクセルギーは、現在の状態から外界と平衡するまで任意の可逆経路に沿って変化したときに行う有効仕事として求まる。

### 閉じた系のエクセルギー
閉じた系の微小変化では熱力学第一法則より次式が成立する。
{\displaystyle dQ=dU+dW_{i}}
ここで、系は外界で囲まれているとすると、系が行う内部仕事 dWi には、外界の圧力 p0 に抗して行う排除仕事 p0 dV も含まれているが、これは取り出すことはできないので、後で取り除かなければならない。
この間、系が放出する熱は -dQ であり、これより補助熱機関がdWe = (1 - T0/T) (-dQ) の外部仕事を行うので、この間の有効仕事は次式となる。
{\displaystyle dW_{g}=dW_{i}+dW_{e}=dQ-dU+\left(1-{\frac {T_{0}}{T}}\right)(-dQ)=-dU+{\frac {T_{0}}{T}}dQ}
ここで、dQ/T = dS は系のエントロピー増加量 dS であるので、
{\displaystyle dW_{g}=-dU+T_{0}dS}
これを現在の状態 (U, S) から外界と平衡する状態 (U0, S0) まで積分して
{\displaystyle W_{g}=-(U_{0}-U)+T_{0}(S_{0}-S)=(U-U_{0})-T_{0}(S-S_{0})}
閉じた系のエクセルギーは、この有効仕事から排除仕事 p0 (V0 - V) を除いた次式となる。
{\displaystyle E=W_{g}-p_{0}(V_{0}-V)=(U-U_{0})-T_{0}(S-S_{0})-p_{0}(V-V_{0})\qquad (4)}

### 自由エネルギーとエクセルギーの関係
ヘルムホルツの自由エネルギー F およびギブズの自由エネルギー G は、次式で定義される状態量である。
{\displaystyle {\begin{aligned}F&=U-TS\\G&=H-TS\end{aligned}}}
等温条件下ではこれら自由エネルギーの変化量は
{\displaystyle {\begin{aligned}dF&=dU-TdS\\dG&=dH-TdS\end{aligned}}}
と表される。
一方、等温変化での閉じた系のエクセルギー変化量は、系と外界が熱平衡である(T = T0)として、
{\displaystyle dE=dU-TdS+p_{0}dV}
となる。
系の体積が一定に保たれているときは、 dV = 0 であるので、
{\displaystyle dE=dU-TdS=dF}
となる。また、系の圧力が一定に保たれているときは、 p0 = p と置き換えて、U + pV = H を用いれば、
{\displaystyle dE=dU-TdS+pdV=dH-TdS=dG}
となる。つまり、ヘルムホルツの自由エネルギーの変化量は、等温等積条件におけるエクセルギーの変化量であり、ギブズの自由エネルギーの変化量は、等温等圧条件におけるエクセルギーの変化量である。
自由エネルギーは、温度一定の条件で生じる変化の方向を示すのに用いられる。体積一定の系ではヘルムホルツの自由エネルギーが減少する方向に変化が生じ、圧力一定の系ではギブズの自由エネルギーが減少する方向に変化が生じる。これは、一般の変化では、エクセルギーが減少する方向の変化だけが生じることと合致している。
温度一定に保たれた系で、膨張を伴わない仕事 dWe(例えば、電池等の電気的な仕事、液柱を持ち上げる等の仕事など）を生じるとすると、その非膨張仕事の最大値は、体積一定の系では dWe ≤ -dF となり、圧力一定の系では dWe ≤ -dG となる。一般の変化で系から取り出せる 仕事の最大値 は、系のエクセルギーの減少量 dW ≤ -dE であることと合致している。
化学反応を伴う多くの系では、反応に伴うエネルギー変化(生成エンタルピーの差)は圧力、温度などの物理的変化に伴うエネルギー変化に比べて数桁大きく、後者を無視しても問題ない場合が多い。後者が無視できない場合は、自由エネルギーではなくエクセルギーを用いる必要がある。
つまり、等温等積または等温等圧の条件での自由エネルギーの概念を、一般の変化に拡張したものがエクセルギーであると考えることができる。ただし、自由エネルギーは物質の状態だけで決まる状態量であるのに対して、エクセルギーは、外界条件を固定しなければ値が確定しない点に注意を要する。

### 開いた系(流れ系)のエクセルギー

図3 開いた系のエクセルギー

実用的な多くの系は、物質の出入を伴う開いた系となる。開いた系の微小変化では、熱力学第一法則 dQ = dH + dWi より、内部仕事は、
{\displaystyle dW_{i}=dQ-dH}
と表される。また、補助熱機関が行う外部仕事は、閉じた系と同一であるので、有効仕事は次式となる。
{\displaystyle {\begin{aligned}dW_{g}&=dW_{i}+dW_{e}=dQ-dH+\left(1-{\frac {T_{0}}{T}}\right)(-dQ)\\&=-dH+{\frac {T_{0}}{T}}dQ=-dH+T_{0}dS\end{aligned}}}
ただし、dQ/T = dS は可逆変化における系のエントロピー増加量である。
これを現在の状態 (H, S) から外界と平衡する状態 (H0, S0) まで積分すれば、開いた系で物質がもつエクセルギーは次式となる。
{\displaystyle E=W_{g}=H-H_{0}-T_{0}(S-S_{0})\qquad \qquad (5)}

### エネルギー収支とエクセルギー収支

図4 エネルギーフロー

図5 エクセルギーフロー

### 対象設備

図6 全プロセスの模式図

### 燃焼プロセス(ボイラ)

図7 燃焼プロセス

### 熱交換プロセス(ボイラ)

図8 熱交換プロセス

### 管路抵抗

図9 管路抵抗による圧力損失

### 動力発生プロセス(熱電併給)

図10 タービン(熱電併給)

### 復水タービンを用いて発電のみを行った場合の試算

図11 タービン(発電のみ)